# Pseuderia smithiana
Pseuderia smithiana är en orkidéart som beskrevs av Charles Schweinfurth. Pseuderia smithiana ingår i släktet Pseuderia och familjen orkidéer.
Artens utbredningsområde är Fiji. Inga underarter finns listade i Catalogue of Life.